# Sil Campusano
Silvestre "Sil" Campusano Díaz (nacido el 31 de diciembre de 1956 en Santo Domingo) es un ex jardinero dominicano que jugó en las Grandes Ligas de Béisbol, Liga de Béisbol Profesional de Taiwán, Ligas Mayores de Taiwán y la Liga de Béisbol Profesional de la República Dominicana.

## Carrera
Campusano debutó con los Azulejos de Toronto en 1988. Jugó 79 partidos y tuvo 142 turnos al bate. Registró 31 hits, 14 carreras, 2 jonrones y 12 carreras impulsadas. Después de jugar toda la temporada de 1989 en las ligas menores, firmó con los Filis de Filadelfia en 1990. Acumuló 18 hits en 66 juegos y 85 turnos al bate. Una vez bateó dos jonrones y tuvo nueve carreras impulsadas. En 1991, también para Filadelfia, jugó en 15 partidos para completar su carrera de Grandes Ligas. Campusano es más conocido entre los fanáticos de los Filis por ser el jugador que malogró el no-hitter del lanzador Doug Drabek en agosto de 1990. 
Campusano jugó para los Tigres del Licey en la Liga Dominicana. Obtuvo con este equipo los campeonatos de 1990-91 y 1993-94 donde fue líder en jonrones y bateando para del ciclo en la serie final y siendo además escogido Jugador Más Valioso.
Después de salir de la MLB, Campusano disfrutó de una carrera próspera en la CPBL, jugando para los Wei Chuan Dragons (1994-1996) con quien fue campeón de jonrones en el 1994 y seleccionado entre los mejores nueve de la liga en 1996. También jugó con los Chiayi-Tainan Luka (1997-1999) de las Ligas Mayores de Taiwán, siendo campeón de la liga en 1997 de nuevo escogido entre los mejores nueve en 1998.
Campusano se retira después de actuar como mánager-jugador para los Langosteros de Cancún en la Liga Mexicana de Béisbol. Desde 2013 trabaja como entrenador de bateo para los Tigres del Licey.

## Estadísticas LIDOM
| AÑO           | EDAD          | EQUIPO        | LIGA          | Juegos | AB   | R   | H   | 2B | 3B | HR | RBI | Robos | CS | BB  | SO  | AVE  | OBP  | SLG  | TB  | SH | SF | IBB | HBP |
| ------------- | ------------- | ------------- | ------------- | ------ | ---- | --- | --- | -- | -- | -- | --- | ----- | -- | --- | --- | ---- | ---- | ---- | --- | -- | -- | --- | --- |
| 1985          | 20            | LIC           | LIDOM         | 32     | 119  | 14  | 27  | 8  | 0  | 4  | 13  | 4     | 1  | 10  | 16  | .227 | .211 | .395 | 47  | 1  | 1  | 1   | 2   |
| 1986          | 21            | LIC           | LIDOM         | 44     | 148  | 23  | 41  | 4  | 1  | 2  | 17  | 6     | 5  | 19  | 26  | .277 | .331 | .358 | 53  | 0  | 1  | 2   | 2   |
| 1987          | 22            | LIC           | LIDOM         | 50     | 160  | 23  | 40  | 8  | 2  | 4  | 21  | 7     | 1  | 16  | 31  | .250 | .270 | .400 | 64  | 1  | 1  | 4   | 4   |
| 1988          | 23            | LIC           | LIDOM         | 45     | 138  | 15  | 28  | 5  | 2  | 0  | 14  | 3     | 4  | 25  | 24  | .203 | .292 | .268 | 37  | 1  | 2  | 2   | 1   |
| 1989          | 24            | LIC           | LIDOM         | 42     | 119  | 18  | 22  | 4  | 1  | 0  | 7   | 4     | 4  | 22  | 26  | .185 | .287 | .235 | 28  | 1  | 0  | 1   | 1   |
| 1990          | 25            | LIC           | LIDOM         | 36     | 134  | 18  | 38  | 8  | 2  | 0  | 11  | 6     | 6  | 12  | 21  | .284 | .280 | .373 | 50  | 2  | 2  | 0   | 2   |
| 1991          | 26            | LIC           | LIDOM         | 47     | 177  | 25  | 38  | 13 | 1  | 2  | 9   | 3     | 5  | 15  | 31  | .215 | .205 | .333 | 59  | 1  | 0  | 1   | 2   |
| 1992          | 27            | LIC           | LIDOM         | 47     | 166  | 25  | 44  | 10 | 1  | 3  | 24  | 8     | 1  | 32  | 34  | .265 | .322 | .392 | 65  | 0  | 1  | 2   | 1   |
| 1993          | 28            | LIC           | LIDOM         | 48     | 170  | 32  | 45  | 9  | 1  | 7  | 26  | 1     | 4  | 38  | 33  | .265 | .319 | .453 | 77  | 1  | 1  | 1   | 0   |
| 1994          | 29            | LIC           | LIDOM         | 30     | 112  | 10  | 24  | 8  | 0  | 1  | 14  | 0     | 1  | 11  | 30  | .214 | .216 | .313 | 35  | 0  | 1  | 0   | 1   |
| 1996          | 31            | LIC           | LIDOM         | 10     | 29   | 5   | 7   | 2  | 0  | 0  | 2   | 1     | 0  | 5   | 3   | .241 | .286 | .310 | 9   | 0  | 1  | 0   | 0   |
| Total carrera | Total carrera | Total carrera | Total carrera | 431    | 1472 | 208 | 354 | 79 | 11 | 23 | 158 | 43    | 32 | 205 | 275 | .240 |      | .356 | 524 | 8  | 11 | 14  | 16  |